# Andrus Ansip

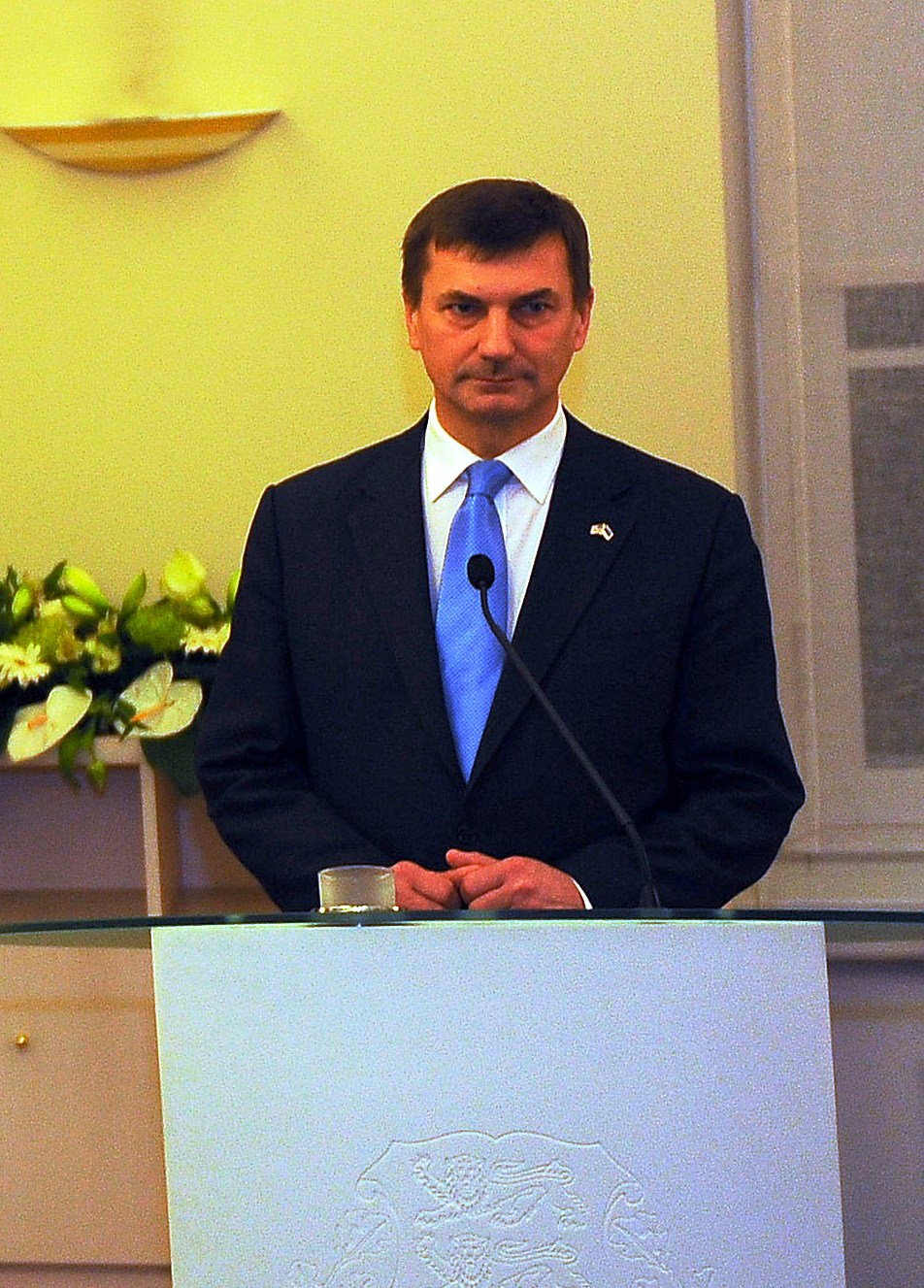
Andrus Ansip (2008)

Andrus Ansip, (n. 1 octombrie 1956, Tartu), este un om politic eston, prim-ministru al republicii între 2005 și 2014. Este, de asemenea, liderul Partidului Reformist Eston, care face parte din coaliția guvernamentală.
Andrus Ansip a absolvit facultatea de chimie de la Universitatea din Tartu. Între 1998 și 2004, a fost primar al orașului Tartu, al doilea oraș din Estonia ca mărime. Ansip a fost ales ca prim-ministru pe 23 martie 2005, iar în 4 decembrie 2013 a devenit cel mai vechi șef de guvern în funcție din Uniunea Europeană. La începutul anului următor, a renunțat la funcție și a fost înlocuit cu Taavi Rõivas.